# خوان مانوئل الیزوندو
 خوان مانوئل الیزوندو (انگلیسی: Juan Manuel Elizondo؛ زاده ۸ ژوئن ۱۹۸۳) یک تنیس‌باز اهل مکزیک است.